# ورام بن أبي فراس الحلي
الشيخ أبو الحسين ورّام بن أبي فراس عيسى بن أبي النجم بن حمدان بن خولان الحلي (ت. 605 هـ). هو رجل دين وفقيه شيعي يرجع في نسبه إلى مالك الأشتر النخعي، لم تُفصّل كتب التراجم والرجال الحديث عن شخصيته وسيرته إلا أنه قد ذكر أنّه من تلامذة علي بن إبراهيم العريضي العلوي، ومحمود الحمصي. وهو محل توثيق رجاليي الشيعة وعلمائهم؛ كمنتجب الدين القُمّي، (1) وابن طاووس، (2) والحُرّ العاملي، (3) والنمازي الشاهرودي.(4)
ومما كتبه حسن الأمين في مستدركات أعيان الشيعة في ترجمته لورّام: «”وهو من بيت رفيع من الأكراد الجاوانيين الحليين المستعربين. والجد الأعلى لهذا البيت هو الأمير ورام الكردي الجاواني، وقد انجب هذا البيت رجالا تولوا اعمالا عسكرية وإدارية مثل الأمير أبي الهيج عبد الله بن الحارث بن ورام ممدوح ابن جيا الشاعر الحلي“، ويستمر بقوله: ”نشأ المترجم أول الأمر على طريقة أهل بيته فتربى تربية عسكرية، وصار أميرا من الأمراء العسكريين، ثم ترك سلك الجندية وزهد في الدنيا وانصرف إلى الدراسة والعلم.“».“

## نسبه
أما نسبه وفق أغلب المصادر و الأكثر صحة هو : أبو الحسن الشيخ ورام ( مسعود ) بن أبي فراس ( نصر ) بن ورام بن حمدان بن عيسى بن النعيم ( أبي النجم ، القيم ) بن ورام بن حمدان بن خولان بن  إبراهيم  بن  مالك الاشتر النخعي المذحجي   بن الحارث بن عبد يغوث بن سلمة بن ربيعة بن الحارث بن جذيمة بن سعد بن مالك بن جَسر (  النخع  ) بن عمرو بن علة بن جلد بن مالك (  مذحج  ) بن أدد بن زيد بن يشجب بن عريب بن زيد بن كهلان بن  سبأ  ( جد قبيلة سبأ المذكورة في القرآن الكريم وسبأ كان ملك في زمانه ) بن الملك  يشجب  بن الملك  يعرب  بن  قحطان  ( جد القبائل القحطانية )  بن  عابر  ( و على رواية هو نبي الله هود ( عليه السلام )) بن الوصي شالخ (سالخ ) بن الوصي أرفخشد بن الوصي  سام  ( ذكرت بعض الروايات إنه كان نبيا ) بن النبي  نوح  (عليه السلام) بن الوصي لمك بن الوصي متوشلح (متوشلخ ) بن الوصي أخنوخ بن الوصي يرد بن الوصي مهلائيل ( مهلاييل ) بن الوصي قينان (قينن) بن الوصي أنوش بن الوصي  شيث  ( هبة الله ) بن النبي  آدم  (عليه السلام) .

## قبائل تنتسب اليه
تنتسب اليه قبيلة ال علي وهي قبيلة كبيرة منتشرة في العراق وهم ذرية علي حسام الدين دفين الفيحاء بن جعفر مجير الدين بن مسعود غياث الدين بن الحسين بن الأمير ابي الحسين الفقيه الزاهد والعالم العابد الشيخ ورام.
فهو جد القبائل الاتية :
١ ـ  ال علي  وهم ذرية : سيف الدين المالكي بن محمد جمال الدين بن عبد الله النجفي بن الشيخ محمد الجناجي الاول بن ابراهيم بن هديب بالتصغير بن صرحد ( حرحد ) بن صقر بن علي حسام الدين بن جعفر مجير الدين بن مسعود غياث الدين بن الحسين بن الأمير أبي الحسين الفقيه الزاهد والعالم العابد الشيخ ورام ( قدس سره ) .
٢ ـ  الحميدات وهم احفاد : حميد بن صقر بن فرج بن علي حسام الدين بن جعفر مجير الدين بن مسعود غياث الدين بن الحسين بن الأمير أبي الحسين الفقيه الزاهد والعالم العابد الشيخ ورام ( قدس سره ) .
3 ـ العوابد وهم ذرية عابد بن فرج بن علي حسام الدين بن جعفر مجير الدين بن مسعود غياث الدين بن الحسين بن الأمير أبي الحسين الفقيه الزاهد والعالم العابد الشيخ ورام ( قدس سره ) .
٣  ـ ال جناح و هم ذرية حميد بن صقر بن فرج بن علي حسام الدين بن جعفر مجير الدين بن مسعود غياث الدين بن الحسين بن الأمير أبي الحسين الفقيه الزاهد والعالم العابد الشيخ ورام ( قدس سره ) .
٤  ـ  البو صالح وهم ذرية : صالح بن أحمد بن فارس بن مزيد بن علي بن شبيب بن زريف بن صقر بن علي بن صقر بن علي أسد الدين بن الحسين بن الأمير أبي الحسين الفقيه الزاهد والعالم العابد الشيخ ورام ( قدس سره ) .
٥ ـ البو ظاهر المالكي وهم من ال علي المذكورين .
٦  ـ ال ابراهيم ( ذرية شاووش " ال الشاووش " ) : وهم ذرية شاووش بن حميد بن فرج بن محمد بن حسن بن حفيش بن عجرش بن صعب بن حيوم ( حيومة ) بن حسن بن علي بن صالح بن أحمد بن فارس بن مزيد بن علي بن شبيب بن زريف بن صقر بن علي بن صقر بن علي أسد الدين بن الحسين بن  الأمير أبي الحسين الفقيه الزاهد والعالم العابد الشيخ ورام ( قدس سره ) .
٧  ـ ال ابراهيم ( ذرية صالح بن حسين ) : وهم ذرية صالح بن حسين بن علي بن حمود بن ياسر بن نفر بن موسى بن تبع بن المهادي بن بداي بن عبد الله بن زيد بن ابراهيم ابو الخيل بن ناهض بن حسين بن عمار بن الحارث بن حمدان بن مالك بن الامير يونس بن صالح المحض بن حيان بن الأمير أبي الحسين الفقيه الزاهد والعالم العابد الشيخ ورام ( قدس سره ) .
٨ ـ آل إسماعيل وهم ذرية حسين بن إبراهيم بن عبد الله بن إسماعيل ( الجد الجامع ) وهو شقيق عزيز ( والد كاووش وطريف وساري ) بن صالح بن زيد بن صالح بن احمد بن فارس بن مزيد بن علي بن شبيب بن ذريف ( دريف ، زريف ) بن صقر بن بن علي اسد الدين بن الحسين بن الأمير أبي الحسين الفقيه الزاهد والعالم العابد الشيخ ورام ( قدس سره ) .
٩  ـ ال سيح ( ذرية سيح بن فرهاد ) ومنهم الشيخ عيادة من المشاخيل ( ١٨٧٢ ـ ١٩٦٩ ) : وهم احفاد : سيح بن فرهاد بن جفال بن ساري بن عزيز بن صالح بن زيد بن صالح بن احمد بن فارس بن مزيد بن علي بن شبيب بن ذريف ( دريف ، زريف ) بن صقر بن بن علي اسد الدين بن الحسين بن الأمير أبي الحسين الفقيه الزاهد والعالم العابد الشيخ ورام ( قدس سره ) .
١٠ - قبيلة بني مالك الاشتر النخعي المذحجي المعاصرة العراقية : هي من القبائل المالكية النخعية المذحجية التي تنتمي لقبيلة بني مالك الاشتر النخعي المذحجي الكبرى التي ترجع بنسبها الى البطل الاسلامي الكبير مالك الاشتر النخعي المذحجي ( رضوان الله تعالى عليه ) و قد كانت جزءاً من حلف إمارة المنتفك ( المنتفج ) الشهيرة ضمن ثلث بني مالك . تنقسم الى ثلاث قبائل كبيرة رئيسية هي :
١ ـ قبيلة ال كاووش
٢ - قبيلة ال طريف
٣ - قبيلة ال ساري
جاء في كتاب عشائر العراق للمحامي عباس العزاوي :
" ومن بني مالك: جماعة ممتدة من العزير الى القرنة ويعرفون ببني مالك. وفرقهم كثيرة. والقسم الكبير منهم فى أراضي زجية (زكية) وهؤلاء بين القرنة والعزير على شاطئ دجلة ومنهم فى قضاء القرنة.
ومن بيوتهم المشهورة :
١ - بيت سارى. ٢ - الطريفات. ٣ - بيت كادوش.
ولا تحصى فرقهم الاخرى لكثرتهم. "
وبكونها جزءاً من قبيلة آل إبراهيم الكبرى التي تنتسب لها قبيلة آل إبراهيم المعاصرة فقد جاء في كتاب ( انساب القبائل العراقية و غيرها ) للامام العلامة الكبير المرحوم السيد مهدي القزويني الحسيني المتوفي سنة ١٦٠٠ حققه و صححه و علق عليه و قدم له عبد المولى الطريحي و هو من منشورات المطبعة الحيدرية و مكتبها في النجف الاشرف :
حيث يتحدث عن ال علي و هي فرع من قبيلة ال ابراهيم بن مالك الاشتر النخعي المذحجي ( رضوان الله تعالى عليه ) حيث يقول في الصفحة ١٠٠ :
( آل علي قبيلة من بني مالك في العراق ) حيث جاء في هامش الكتاب عن ال علي ( ال علي - بكسر العين - القبيلة الشهيرة التي ترجع بنسبها الى مالك الاشتر ، فنسب اليها بعض البيوت النجفية و النسبة اليها علياوي ، و المشهور ان ال علي و ال جناح و ال حميد يتفقون في نسب واحد الى غزية و غزية من الاجود ) .
و يتحدث السيد مهدي القزويني عن مالك الاشتر النخعي المذحجي ( رضوان الله تعالى عليه )حيث يقول في صفحة ٧٣ و ٧٤ :
( الاشتر ) هو مالك بن الحارث النخعي الشاعر التابعي من اصحاب الامام علي عليه السلام ، و الاشتران هو و ابنه ابراهيم ) . و جاء في الهامش عن الاشتر : ( ابراهيم هذا هو جد قبيلة آل ابراهيم التي تقدم الكلام عنها في حرف الباء .
اما ابوه فهو مالك الاشتر النخعي ، الذي قال في حقه الامام ( ع ) ما نصه : ( كان لي مالك كما كنت لرسول الله ( صلى الله عليه و اله ) ) .
و لما قتل ابنه ( ابراهيم ) تحت راية مصعب بن الزبير كما نص على ذلك اصحاب السير ، ترأس مكانه ( خولان ) ثم بعده حمدان فتقهقرت بنو مالك على عهد حمدان فانتقل قسم انذاك من بني مالك الى الحجاز ، و قسم آخر الى اليمن ، و بقي رهط منهم قاموا في ضواحي الكوفة منهم ابو النجم بن حمدان .
و لما أنشأت مدينة الحلة على عهد الدولة المزيدية الاسدية سنة ٥٤٠ كما تقدم ذكرها و صارت حاضرة التدريس و العلوم و الآداب هاجر اليها الشيخ ورام - بتشديد الراء - و هو ابن ابي فراس بن عيسى بن ابي النجم بن حمدان بن خولان بن ابراهيم بن مالك الاشتر النخعي ، و تسلسلت بعده اولاده و احفاده .
و تنسب الى ابراهيم الاسر العلمية النجفية منها آل الشيخ خضر ( الخضري ) و آل ( كاشف الغطاء ) ، و آل الشيخ راضي و آل الجعفري و في كربلاء ( ال المحاسن ) التي منها الشاعر الشهير الشيخ محمد حسن المتوفي سنة ١٣٤٤ هجرية .
قبيلة آل كاووش :
يرأسها :
١ - الشيخ محسن بن الشيخ كطافة ( رحمه الله ) بن ضيدان بن عسكر المالكي
٢ - الشيخ علي بن الشيخ محسن ( رحمه الله ) بن مهدي بن عسكر بن باهض المالكي
قبيلة آل كاووش موطنهم الاصلي الاراضي الواقعة بين القرنة والعزير وذلك في اوائل  عام ١٨١٠وكانت حمايل كاووش في تلك الفترة سبع حمايل فقط هي بيت :
١- تركي وهم الزعماء ٢ -بيت العويدات ٣- بيت ديوان  
٤ -  بيت البوسنيد  ٥ - بيت شرير  ٦ - بيت المكرون 
٧ -بيت الكشامطة ٨ -بيت البوحيمد
وهناك بيوت كانت منطويه مع هذه الحمايل اما الان اصبحت مستقله وكثيره وظهرت ايضا لهذه العشيرة الميلاج وهم في تكريت والصويره وديالى .
و من اشهر رجالها هو الخبير القانوني طارق حرب من بيت جريخت .
و شجرة نسبها حققها ودققها النسابة أحمد صالح الوردي والنسابة صالح الشمري، والذي قام برسمها الشيخ العام محسن مهدي عسكر الكاووشي بالاعتماد على المصادر الآتية :
١- الكامل في التاريخ، إبن الأثير ج ٨ ص ٢٣١ .
٢ بحر الانساب، ركن الدين ص ١٣١.
٣- لؤلؤة البحرين ، يوسف البحراني .
٤- مستدرك الوسائل .
ه تنبيه الخواطر ونزهة النواظر ص ٣ .
٦ - جمهرة انساب العرب .
٧- القبائل العراقية ص ٤٨٥ و ص ٧ .
٨- مخطوطات مكتبة الامام علي عليه السلام ص ٣٦ / ٦ / ٩ / ٥٤٥ .
٩- ماضي النجف وحاضرها .
١٠- امارة المنتفق ص ٣٢ .
فهي تشكل الجزء الأول من قبيلة بني مالك الفرع الداخل في حلف ( المنتفق ) الذي أسسته قبيلة المنتفق برئاسة آل الشبيب أمراء المنتفق وهي تتصل بنسبها بقبيلة بني مالك الاشتر النخعي المذحجي .
أولاد صالح بن زيد وهم : - (١) عزيز (۲) شاووش (۳) دهش و ذرية (شاووش) و (دهش) يسكنون الفرات الاوسط.
أولاد ( عزيز بن صالح ) هم :
(١) كاووش وهو اكبر اخوته وله شقيق واحد وهو
( طريف) وعندما كان والده يذهب للحج يوكل امور العشيرة إليه .
(۲) طريف وهو الابن الاوسط ويعرفون بالطريفات وآل طريف .
(٣) ساري بن عزيز جد قبيلة (ساري) ويعرفون بـ ( آل ساري ) .
وقد أنجب كاووش : - (١) بركات (بركة ) ( ٢ ) عداي (٣ ) يفال ( ٤ ) صالح
(٥) جعفر جد عشيرة الميلاج اولاد ( جعفر بن كاووش ) (٦ )دیوان جد ( عشيرة ديوان )
أبناء بركات ( بركة ) بن ( كاووش ) : - (١) سلمان (۲) جودة (٣) محيسن .
أبناء عداي بن كاووش :- (١) عواد جد العويدات (٢) سنيد جد البوسنيد .
أبناء يفال بن كاووش : (١) مقرن (جد المكرون)
(٢) قشماط (جد الكشامطة) .
أبناء سلمان بن بركات (بركة) بن کاووش :- (١) منان (۲) حنان
(٣) سلطان الاول .
أبناء منان بن سلمان بن بركة بن كاووش -: (١) سلطان الثاني
(٢) دیوان (٣) اشریر   (٤) خضير (٥) ارميح  (٦) راشد
أبناء سلطان الاول بن سلمان : (١) علي (٢) اشويشة
أبناء علي بن سلطان الاول :- (١) تاج (٢) عجاج
وتاج بن علي بن سلطان انجب (حمد) وهو جد ( البوحمد ) .
أبناء حمد بن تاج بن علي بن سلطان -: (١) اشبیب (۲) سحیب
(۳) حبیب
أبناء عجاج بن علي بن سلطان :- (١)  مجرن (٢) خلاطي
(٣) غليطة
أبناء أشويشة بن سلطان الاول بن سلمان : (١) واوي (۲) مطرود (۳) مظلوم
أبناء واوي بن اشويشة :- (1) عليج (٢) تفیج (۳) مطيلب 
(٤) مديفع
أبناء حنان بن سلمان بن بركة : (١) اعطيوي (٢) عطية
أبناء سلطان بن منان :- (١) ترکي (۲) سلمان (۳) حسن (ع) حسین
أبناء تركي بن سلطان بن منان : (١) رومي (۲) بلاسم (۳) محيبس (٤) حسن (ه) حمودي ( جد عشيرة فريجة ) (٦) كرم الله
أبناء سلمان -: (۱) ذیاب (۲) نصر (٣) یونس (٤) اعبيد
أبناء رومي : (١) الشيخ باهض (٢) مرکب (۳) منصب
أبناء منصب :- (١) فیصل (۲) منشد (۳) شتل (٤) حسین (٥) حسن
أبناء الشيخ باهض: (١) دريع (٢) فارس (۳) عسكر (٤) منهي (٥) سلطان الثالث (٦) مشتت (۷) سهیل (۸) زایر (۹) سهر (۱۰) حطاب
أبناء مركب -: (١) أرحيمة (٢) كحيط (۳) عاتي
عشيرة الميلاج : من عشائر قبيلة كاووش المالكية النخعية المذحجية غلب عليها اسم بني مالك تتواجد في ديالى و صلاح الدين و سوريا و الاردن تفرعاتها البو حمزة و البو مهيدي و البو مالح  و ان نسب جدها علوان بن حمزة كما جاء في شجرتها هو ( علوان بن حمزة بن وزير بن باقر بن مصطفى بن سليمان بن سلطان بن عداي بن جفال بن صالح بن جودة بن جعفر بن كاووش ) . 
عشيرة فريجة: احدى عشائر كاووش سميت بهذا الاسم نسبة للجدة فريجة زوجة شمخي بن جبر التي كانت تقوم بالضيافة وقد اشتهرت حتى سميت العشيرة بها لما تحمله تلك المرأة من صفات الكرم فكانت تعدل عدة رجال و كما يقال عن تلك التي تحمل تلك الصفات بـ ( اخت الرجال ) .
فهي ترجع الى : شمخي بن جبر بن سلمان بن سفاح بن حمودي (حمود) بن الشيخ الفارس والشاعر شيخ بني مالك الاشتر (رضوان الله تعالى عليه ) في زمانه تركي بن سلطان بن منان بن سلمان بن بركة ( بركات ) بن كاووش .
يرأسها : الشيخ جاسب أبو أركان بن الشيخ عبد الوحد ماهود ( رحمه الله ) بن رسن بن عنيد اوشيح المالكي.
فروع عشيرة فريجة : ١ - انجب شمخي بن جبر : 
أ - اوشيح ب - خوين ج - سفاح
٢ - انجب اوشيح :
أ - عنيد ب - خلف ج - درباش د - جبر هـ - سويري
٣ - انجب سفاح بن شمخي : 
أ - كاطع ب - محمد ج - خضر د - شبوط
٤ - انجب خوين بن شمخي :
أ - ميرخان  ب - سدخان ج - كبان
٥ - انجب ميرخان بن خوين :
أ - لازم ب - جاسم
٦ - انجب سدخان بن خوين : فرج
٧ - انجب كبان بن خوين :
أ - شويخ ب - مظهظب ج - جبار د - عاجب هـ - عبد السادة و - خلف  ز - سلمان
٨ - شويخ بن كبان :
أ ـ صبر ب - جبر ج - هاشم
٩ - انجب جبر بن شويخ :
رجل الدين الخطيب سماحة الشيخ كاظم المالكي ( رحمه الله )
١٠ - انجب الشيخ كاظم بن جبر المالكي :                                      
أ ـ جابر  ب - جواد ج - محمد                                      
١١ - انجب مظهظب بن كبان :
أ - فرحان 
ب - حميد
١٢ - انجب خلف بن كبان : حسن
١٣ - انجب عاجب بن كبان :
أ - كاطع ب - سلمان ج - عبد السادة
١٤ - انجب جبار بن كبان :
أ - ابراهيم ب - جليل
قبيلة آل طريف ( الطريفات ) :
و تتفرع الى عدة عشائر و هي :
١ - عشيرة العبار و هم الرؤساء ٢ - عشيرة المصبح ٣ - عشيرة السعيد ٤ ـ عشيرة الرشود ٥ - عشيرة المناحي ٦ - عشيرة الهياجل ٧ - عشيرة الشتيل ٨ - عشيرة الطرف ٩ - عشيرة المعيبد ١٠ - عشيرة الجناجي ١١ - عشيرة السلطان ١٢ - عشيرة السويلم ١٣ - عشيرة الصاخي ١٤ - عشيرة البو ربيع
قبيلة آل ساري : تتكون من العشائر الآتية :
١ - عشيرة البو ضعن احفاد ضعن بن ساري ٢ - عشيرة الجوابر احفاد جابر بن ساري ٣ - عشيرة الطرامشة احفاد طرموش بن ساري ٤ - عشيرة البو مساعد احفاد مساعد بن ساري .
يرأسها :
١ ـ الشيخ سلام محسن العرمش المالكي .
٢ ـ الشيخ ضرغام صباح محسن العرمش المالكي .
٣ - الشيخ قاسم مجوت المالكي .
البومساعد ( اخوة ناعسة ) فراضة بني مالك :
احدى العشائر التابعة لآل ساري قبيلة بني مالك . وتقع مساكن عشيرة البومساعد وموطنها الأصلي في أراضي المذار الواقعه بين محافظة البصرة ومحافظة ميسان .. حيث تعتبر هذه العشيرة الركيزة الاساسية لعشائر بني مالك لما يمتلكه رجالها من اصاله عربية وحكمة في القرار لا يختلفون عن باقي عشائر بني مالك ولكن لهم تقدير خاص بذلك لذكائهم وشجاعتهم المالكية الاصيلة وكان وما زال أفراد بني مالك يرجعون الى حكمة وفراضة البو مساعد ان حدث خلاف .. ويعتبر البيت الرئيسي لهذه العشيرة هو بيت احول ابن انجيم بيت الفراضه والبخت كليط البومساعد رحمه الله .
وتنقسم عشيرة البومساعد الى حمائل وهي :
آلِ  نجيم ويرأسهم حميد بن مزعل بن جابر و قاسم بن لفتة وال عبيد و حمائل كثيرة وكل حمولة لها كبيرها .
11 - و غيرها من القبائل و العشائر .

## أبرز أحفاده
1 - سماحة اية الله العظمى الشيخ فاضل المالكي.
2 - الشيخ بدر الرميض امير حلف ( المنتفق ) .
3 - الشاعر و الشيخ محمد حسن ابو المحاسن المالكي وزير المعارف العراقي في العهد الملكي .
4 - الزعيم السياسي نوري كامل محمد حسن ابو المحاسن .5- الشيخ جعفر الكبير .
6 - و غيرهم الكثير .

## مؤلفاته
| - تنبيه الخواطر ونزهة النواظر. يُعرف شعبياً باسم مجموعة ورّام. | - مسألة في المواسعة والمضايقة. |

## الهوامش
- 1 - قال عنه منتجب الدين القمي كما في كتابه الفهرست ما نصّه: ”الأمير الزاهد... عالم فقيه صالح“.
- 2 - ابن طاووس هو سبط ورّام وتلميذه وقد ذكره في كتابه فلاح السائل قائلاً عنه: ”وهو ممّن يُقتدى بفعله“.
- 3 - ذكره الحر العاملي في آمل الآمل قائلاً عنه: ”الأمير الزاهد أبو الحسين ورام بن أبي فراس بالحلة. من أولاد مالك بن الأشتر النخعي صاحب أمير المؤمنين علي بن أبي طالب عليه السلام. عالمٌ فقيهٌ صالح“.[2]
- 4 - ذكره علي النمازي الشاهرودي في مستدركات علم رجال الحديث قائلاً عنه: ”الأمير الزاهد ثقة ورع فقيه صالح“.[1]

### كتب
- مستدركات أعيان الشيعة. أعيان الشيعة، طبع بيروت - لبنان، تاريخ الطبع مفقود، منشورات دار التعارف.
- أمل الآمل في تراجم علماء جبل عامل. محمد بن الحسن الحر العاملي، طبع النجف - العراق، 1385 هـ، منشورات مطبعة الآداب.
- الذريعة إلى تصانيف الشيعة. آغا بزرگ الطهراني، طبع بيروت - لبنان، تاريخ الطبع مفقود، منشورات دار الأضواء.
- مستدركات علم رجال الحديث. علي النمازي الشاهرودي، طبع طهران - إيران، 1415 هـ، منشورات مطبعة حيدري.
- ماضي النجف وحاضرها. «العلامة المحقق المرحوم الشيخ جعفر الشيخ باقر ال محبوبه الجزء الثاني ص 205»، الطبعة الثانية 1406 هجرية - 1986 ميلادي، طبع في دار الاضواء بيروت - لبنان.
- تاريخ الحلة .
- سلسلة القبائل العربية في العراق ، قبيلة النخع ، الشيخ علي الكوراني العاملي .
- انه المؤمن حقا ، الشيخ الكرباسي .
- ابراهيم بن مالك الاشتر ، الباحث و المحقق و المؤرخ الاستاذ اياد عيدان المدللاوي البلداوي العراقي .

### إشارات مرجعية
1. 1 2  
النمازي الشاهرودي، علي. مستدركات علم رجال الحديث - ج8. ص. 99. مؤرشف من الأصل في 2019-12-16.
2. 1 2 3  
العاملي، الحر. أمل الآمل في تراجم علماء جبل عامل - ج2. ص. 338. مؤرشف من الأصل في 2019-12-16.
3. ↑  
الأمين، حسن. مستدركات أعيان الشيعة - ج1. ص. 285. مؤرشف من الأصل في 2019-12-16.
4. ↑  
الطهراني، آغا بزرگ. الذريعة إلى تصانيف الشيعة - ج4. ص. 442. مؤرشف من الأصل في 2019-12-16.
5. ↑  
الطهراني، آغا بزرگ. الذريعة إلى تصانيف الشيعة - ج20. ص. 395. مؤرشف من الأصل في 2019-12-16.